# 与乐寺

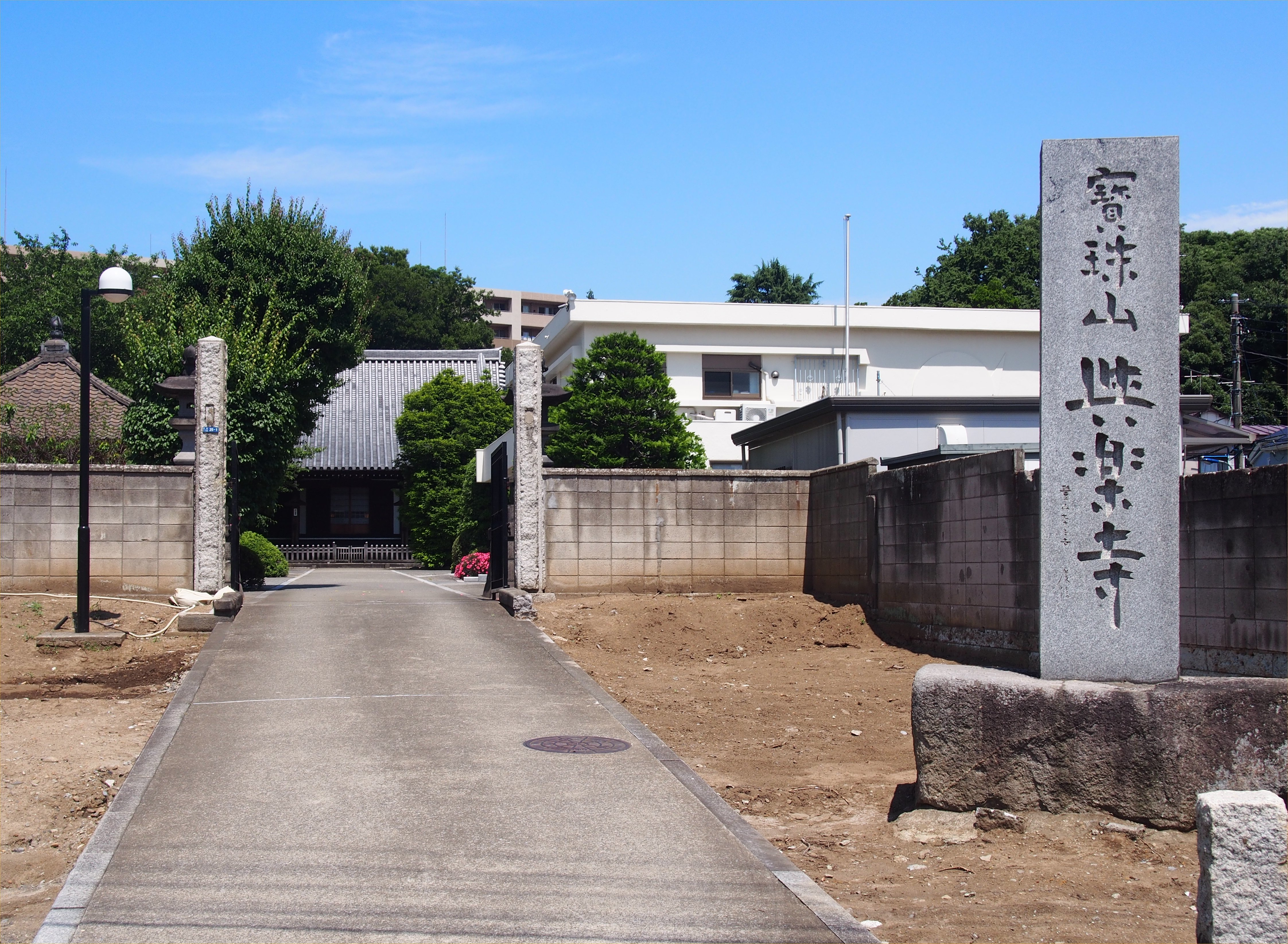
与乐寺山门

与乐寺是位于东京都北区田端一丁目的一座真言宗丰山派的寺庙。

## 历史
虽然其具体创建事件不详 ，但根据与乐寺内部传说，它是由弘法大师（空海）在该地区创建的。寺内主供的地藏菩萨造像，据传也是弘法大师所造。 供养在与乐寺的这尊地藏菩萨被称为驱贼地藏菩萨，据说原因如下：
“一天晚上，当一伙盗贼正要进入与乐寺行窃时，寺里突然出现了大批和尚与之对峙。最后被众僧赶了出去的这伙盗贼大惑不解，完全想不通知道大半夜里那么多和尚是从哪里来的。第二天一早，一觉醒来的与乐寺的僧人们却在地藏菩萨像的脚上发现了泥土。从此人们开始相信是这位地藏菩萨化身为僧驱逐了盗贼。因此，这尊地藏菩萨也被称为“驱贼地藏菩萨。” 
撇开传说不提，该寺庙最早见于史册的时间是在江户时代。庆安二年（1649年），与乐寺从江户幕府获得20石的朱印 ，正式成为在册寺庙。与乐寺之后也成为京都仁和寺诸关东分寺的总寺。此外，与乐寺还因其供奉的阿弥陀如来作为“江户六阿弥陀”之一而闻名。

## 设施
- 本堂
- 阿弥陀堂
- 灵堂
- 秋田藩唯一的陆军大将——大岛久直子爵的坟墓

## 探访
- 从JR田端站南口步行约4分钟可到
- 与乐寺入场免费，但仅在白天接受参观
- 寺内有少量停车位

## 文献
- 北区教育委员会编《北区文化遗产指南》，1988年
- . 巻ノ18豊島郡ノ10. 内務省地理局. 1884-06. NDLJP: 763978/21.
- . 北区飛鳥山博物館. 2015年4月23日  [2020-11-17]. （原始内容存档于2023-09-21）.